# 週刊MUSIC PUNCH!
週刊 MUSIC PUNCH!（しゅうかん ミュージック パンチ）は、エスケープロダクツ制作でエフエム岩手などFM,AM、全12局で放送されているラジオ音楽番組。放送開始は2006年10月。

## 概要
- エスケープロダクツが制作でFM局、AM局に番組コンテンツを提供している番組。AM局では15分、30分の短縮版をネットしてきたが、2024年、2025年よりそれぞれネットを開始したSTVラジオ、KBCラジオではFM版とは一部内容が違う60分版を放送している。

## ナビゲーター
- 佐藤健一

## ネット局
- エフエム岩手（木曜 20:00 - 20:55）
- エフエム青森（日曜 22:00 - 22:55）[1]
- エフエム秋田（土曜 24:00 - 24:55）[2]
- エフエム仙台（日曜 24:00 - 24:55）[3]
- エフエム山形（日曜早朝 4:00 - 4:55）[4]
- 静岡放送（日曜 16:30 - 17:00、2024年3月までは日曜 12:00 - 13:00）[5]
- 福井放送（日曜 17:00 - 17:30、2024年3月までは木曜 18:15 - 18:45）[6]
- RSK山陽放送（土曜 17:05 - 17:45）[7]
- STVラジオ（日曜  19:00 - 20:00、2024年4月 - ）[8][9]
- 山梨放送（月曜 19:00 - 19:30、2024年4月 - ）[10]
- 熊本放送（木曜 23:00 - 23:30、2024年4月 - ）[11]
- KBCラジオ（土曜 22:00 - 23:00、2025年4月 - ）[12]

### 過去のネット局
- 南日本放送
- Kiss FM
- Radio Berry